# NGC 5253
إن جي سي 5253 (بالإنجليزية: NGC 5253)‏ هي مجرة غير منتظمة في كوكبة قنطورس. اكتشفها جون هيرشل في 15 مارس 1787.

## معلومات المجموعة المجرية
تقع إن جي سي 5253 داخل المجموعة الفرعية إم 83 من مجموعة قنطورس إيه إم 83, التي هي مجموعة مجرية تشمل المجرة الراديوية قنطورس أ والمجرة الحلزونية مسييه 83.
تعتبر إن جي سي 5253 مجرة انفجار نجمي قزمة. وهي تضم المستعر الأعظم 1972 إي أكثر المستعرات العظمى سطوعًا ووضوحًا من الأرض في القرن العشرين بعد المستعر الأعظم 1987 إيه (قدره الظاهري 8.5).